# فضيلة عمارة
فاضلة عمارة (بالفرنسية: Fadela Amara) هي كاتبة الدولة المسؤولة عن السياسة الحضرية في حكومة فيون الثانية بالجمهورية الفرنسية، ولدت بكلرمون-فرند في فرنسا بتاريخ 25 أبريل 1964 ثم تولت رئاسة جمعية لا عاهرات ولا خاضعات حتى 19 يونيو 2007.

## حياتها
ولدت في كلرمون-فرند بفرنسا في عائلة ممتدة من أصل جزائري من منطقة القبائل.

## مؤلفاتها
| المؤلف              | الاسم الأصلي                 | مَعَ                    | سنة الإصدار | شركة التوزيع |
| ------------------- | ---------------------------- | --------------------- | ----------- | ------------ |
| لا عارهات لا خاضعات | Ni putes ni soumises         | سيلفيا زابي           | 2003        | لا ديكوفيرت  |
| أوباش الجمهورية     | La Racaille de la République | فاضل عمارة ومحمد عبدي | 2006        | لو سوي       |

## مواضيع ذات صلة
- سميرة بليل
- جمعية لا عاهرات ولا خاضعات

## وصلات خارجية
- فضيلة عمارة على موقع IMDb (الإنجليزية)

- مدونة فاضلة عمارة
- مدونة شباب فاضلة عمارة
- الموقع الرسمي لجمعية Ni putes ni soumises
- الوزيرة الفرنسية التي تضع يديها في الشحم - فاضلة عمارة
- وزيرة فرنسية من أصل عربي تثير عاصفة سياسية حول قانون الهجرة